# سیارک ۱۴۷۰۰
سیارک ۱۴۷۰۰ (به انگلیسی: 14700 Johnreid، نامگذاری:2000AC240) چهارده هزار و هفتصدمین سیارک کشف شده‌است که در ۶ ژانویه ۲۰۰۰ کشف شد.
قدر مطلق سیارک برابر ۳۳.۸ است.